# راندي ليفينغستون
راندي ليفينغستون (بالإنجليزية: Randy Livingston)‏ مواليد 2 أبريل 1975 في نيو أورلينز، هو لاعب كرة سلة أمريكي معتزل أصبح مدرباً بدأ مسيرته الاحترافية في سنة 1996. تم اختياره من قبل فريق هيوستن روكتس خلال الدرافت. يبلغ طوله 6 قدم 4 بوصة (1.9 م). اعتزل اللعب في 2008.

## المسيرة الاحترافية
لعب مع هيوستن روكتس في موسم 1996–1997، ثم لعب مع أتلانتا هوكس في موسم 1997–1998، ثم لعب مع فينيكس صنز من سنة 1998 إلى 2000، ثم لعب مع غولدن ستايت ووريورز في سنة 2000، ثم لعب مع سياتل سوبرسونيكس في سنة 2002.

## روابط خارجية
- راندي ليفينغستون على موقع إن بي أي (الإنجليزية)
- راندي ليفينغستون على موقع سبورتس رفرنس (الإنجليزية)
- راندي ليفينغستون على موقع كرة السلة الأوروبية.كوم (الإنجليزية)
- راندي ليفينغستون على موقع كلية كرة السلة في سبورتس رفرنس.كوم (الإنجليزية)
- راندي ليفينغستون على موقع ريلجم (الإنجليزية)
- راندي ليفينغستون على موقع بروبوليرز (الإنجليزية)
- راندي ليفينغستون على موقع سبورتس رفرنس (الإنجليزية)